# ميهاي ماليماري الإبن
ميهاي ماليماري الابن (بالرومانية: Mihai Mălaimare Jr.)‏ (من مواليد 1975) هو مصور سينمائي روماني. ولد في عام 1975 في العاصمة الرومانية بوخارست وهو نجل الممثل الروماني والسياسي السابق ميهاي ماليماري. درس في جامعة كاراغيال الوطنية للمسرح والسينما في بوخارست.
عمل مصورا سينمائيا لعدة أفلام من إخراج فرانسيس فورد كوبولا وبول توماس أندرسون وتايكا وايتيتي من بين آخرين. رُشِح ماليماري الابن لجائزة الروح المستقلة لأفضل تصوير سينمائي في حفل توزيع جوائز الروح المستقلة الثالث والعشرين في عام 2008 عن فيلم شباب بلا شباب.

## قائمة الأعمال
| العام | العنوان                | المخرج              | ملاحظات |
| ----- | ---------------------- | ------------------- | --- |
| 2004  | لوتوس                  | إيون كيرميزان       | |
| 2007  | شباب بلا شباب          | فرانسيس فورد كوبولا | ترشيح—جائزة الروح المستقلة لأفضل تصوير سينمائي |
| 2009  | تيترو                  | فرانسيس فورد كوبولا | |
| 2011  | تويكست                 | فرانسيس فورد كوبولا | |
| 2012  | العربة الحمراء الصغيرة | ديفيد أنسباوغ       | |
| 2012  | الوقت الحالي           | نيناد سيسين-ساين    | |
| 2012  | المعلم                 | بول توماس أندرسون   | فوز—جائزة جمعية بوسطن لنقاد السينما لأفضل تصوير سينمائي فوز—جائزة الجمعية الوطنية لنقاد السينما لأفضل تصوير سينمائي فوز—جائزة جمعية سوسة لنقاد السينما لأفضل تصوير سينمائي ترشيح—جائزة اختيار النقاد للأفلام لأفضل تصوير سينمائي لفيلم ترشيح—جائزة جمعية نقاد السينما في لوس انجلوس لأفضل تصوير سينمائي ترشيح—جائزة جمعية نقاد السينما عبر الانترنات لأفضل تصوير سينمائي ترشيح—جائزة ساتالايت لأفضل تصوير سينمائي ترشيح—جائزة جمعية واشنطن العاصمة لنقاد السينما لأفضل تصوير سينمائي |
| 2013  | +1                     | دينس إلياديس        | |
| 2014  | Aمشية بين شواهد القبور | سكوت فرانك          | |
| 2015  | رؤية بعيدة             | فرانسيس فورد كوبولا | |
| 2016  | نينا                   | سينثيا مورت         | |
| 2017  | أرق                    | باران بو أودر       | |
| 2018  | الهذيان                | دينس إلياديس        | |
| 2018  | الكراهية التي تسببها   | جورج تيلمان الأب    | |
| 2019  | الأرنب جوجو            | تايكا وايتيتي       | |
| 2020  | الحب هو الحب هو الحب   | إليانور كوبولا      | |
| 2021  | سقوطهم الأصعب          | جيميز صامويل        | |